# Théoton de Coïmbre

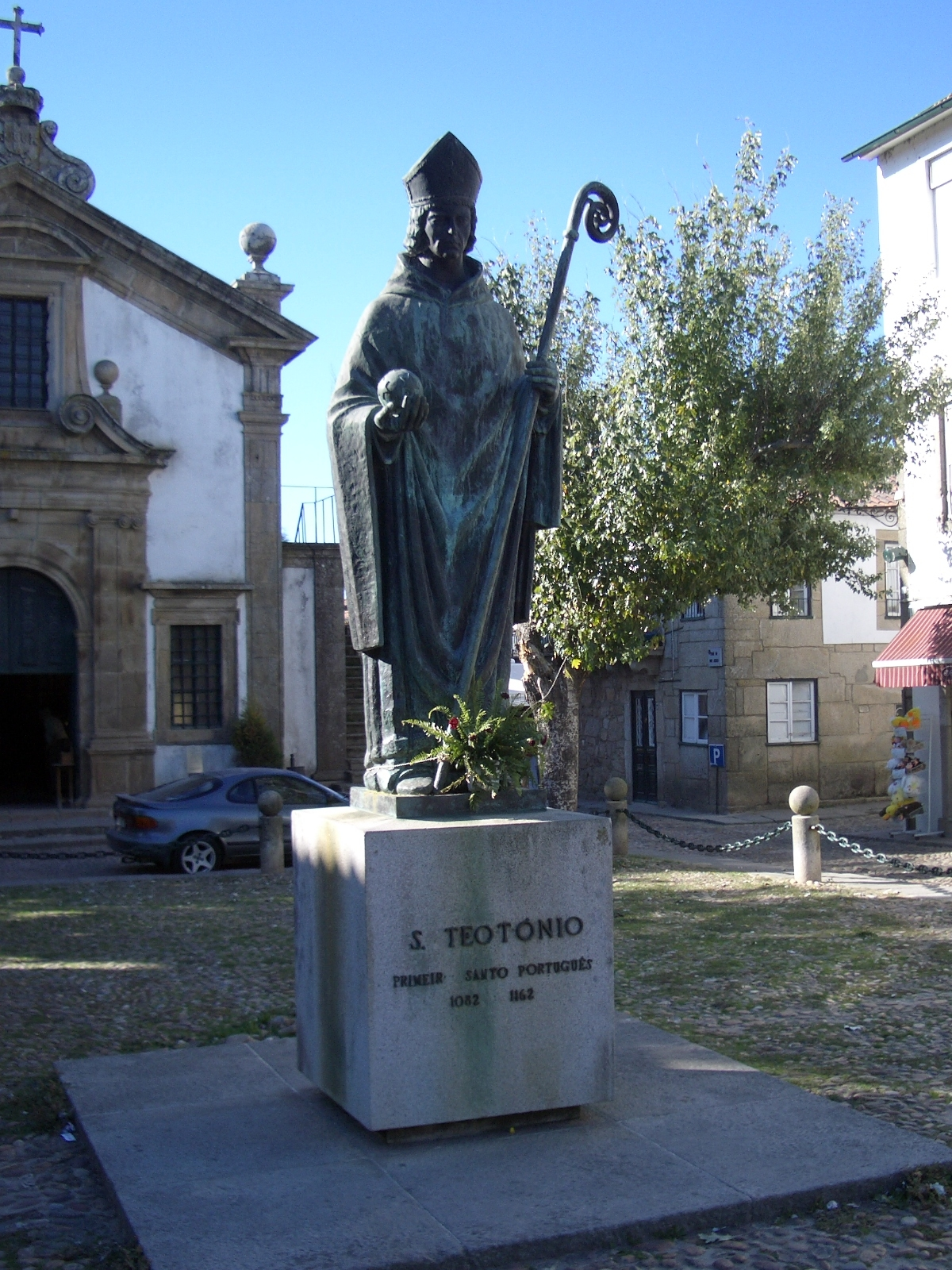
Statue de saint Théoton à Valença (Portugal)

Saint Théoton (Theotonius en latin), né en 1082 et mort à Coïmbre en 1162, est le premier saint canonisé du Portugal. C'est le fondateur des chanoines réguliers de la Sainte-Croix de Coïmbre.

## Biographie
Saint Théoton naît à Tartinhade, près de Valença (Portugal). Il étudie à l'abbaye bénédictine de Ganfei. À l'âge de dix ans, il démontre son inclination envers la religion en marchant jusqu'à Coïmbre, dont son oncle est alors l'évêque. Il s'y forme ensuite en théologie et en philosophie à l'école-cathédrale, sous la direction spirituelle du Père Tellus. À la mort de son oncle, il entre à l'abbaye de Viseu dont un autre de ses oncles est le prieur. Il est ordonné prêtre, puis élu prieur en 1112. Il fait un long pèlerinage à Jérusalem et refuse la nomination d'évêque de Viseu, car il a l'intention de s'établir en Terre sainte.
Cependant le Père Tellus l'appelle, car il est sur le point de fonder une communauté religieuse et il a besoin de son aide. C'est ainsi que saint Théoton accepte et fonde, avec le Père Tellus et d'autres religieux, la communauté des chanoines de la Sainte-Croix, en 1132, après avoir reçu un terrain du roi Alphonse Ier. Ils y bâtissent le monastère de la Sainte-Croix qui donnera naissance à de nombreux prieurés. Le pape Innocent II approuve l'ordre par la bulle Desiderium quod, en 1135. C'est ici qu'étudiera plus tard saint Antoine de Padoue. Ce monastère devient un centre missionnaire auprès des chrétiens demeurés sous le joug musulman en Espagne et dans d'autres terres de mission.
Saint Théoton ouvre de nombreuses écoles de formation pour ses missionnaires et devient conseiller spirituel du roi Alphonse qui procède à plusieurs donations. Il correspond également avec saint Bernard.
Il renonce à l'âge de soixante-dix ans à sa charge de prieur et refuse sa nomination d'évêque de Coïmbre l'année suivante. Il meurt le 18 février 1162 après une longue vie de prière dans son cher monastère.
Il est canonisé une année seulement après sa mort par le pape Alexandre III qui reconnaît ainsi sa contribution au renouvellement de la vie religieuse au Portugal et à son œuvre de mission en Espagne.
Il est déclaré patron du diocèse et de la ville de Viseu en 1652.

## Source
- (es) Cet article est partiellement ou en totalité issu de l’article de Wikipédia en espagnol intitulé « Teotonio » (voir la liste des auteurs).